# Seznam vítězů diamantové ligy v běhu na 400 m
Toto je seznam vítězů diamantové ligy v běhu na 400 m.

## Celkoví vítězové
| Muži                 | Muži            |
| -------------------- | --------------- |
| Diamantová liga 2010 | Jeremy Wariner  |
| Diamantová liga 2011 | Kirani James    |
| Diamantová liga 2012 | Kévin Borlée    |
| Diamantová liga 2013 | LaShawn Merritt |
| Diamantová liga 2014 | LaShawn Merritt |
| Diamantová liga 2015 | Kirani James    |
| Diamantová liga 2016 | LaShawn Merritt |
| Diamantová liga 2017 | Isaac Makwala   |
| Diamantová liga 2018 | Fred Kerley     |
| Diamantová liga 2019 | Michael Norman  |
| Diamantová liga 2020 | bez vítěze      |
| Diamantová liga 2021 | Michael Cherry  |
| Diamantová liga 2022 | Kirani James    |
| Diamantová liga 2023 | Kirani James    |
| Diamantová liga 2024 | Charlie Dobson  |
| Diamantová liga 2025 | bude oznámeno   |

| Ženy                 | Ženy                         |
| -------------------- | ---------------------------- |
| Diamantová liga 2010 | Allyson Felixová             |
| Diamantová liga 2011 | Amantle Montshoová           |
| Diamantová liga 2012 | Amantle Montshoová           |
| Diamantová liga 2013 | Amantle Montshoová           |
| Diamantová liga 2014 | Novlene Williamsová-Millsová |
| Diamantová liga 2015 | Francena McCororyová         |
| Diamantová liga 2016 | Stephenie Ann McPhersonová   |
| Diamantová liga 2017 | Shaunae Millerová-Uibová     |
| Diamantová liga 2018 | Salvá Ajd Násirová           |
| Diamantová liga 2019 | Salvá Ajd Násirová           |
| Diamantová liga 2020 | bez vítěze                   |
| Diamantová liga 2021 | Quanera Hayesová             |
| Diamantová liga 2022 | Marileidy Paulinová          |
| Diamantová liga 2023 | Marileidy Paulinová          |
| Diamantová liga 2024 | Marileidy Paulinová          |
| Diamantová liga 2025 | bude oznámeno                |